# Adrian Cosma
Adrian Cosma (Bucarest, 5 de junio de 1950-1996) fue un jugador de balonmano rumano. Consiguió 3 medallas olímpicas.